# دیرسیو (بازیکن فوتبال)
دیرسیو (به پرتغالی: Dirceu José Guimarães) هافبک اهل برزیل بود که در شهر کوریتیبا و در تاریخ ۱۵ ژوئن ۱۹۵۲ به دنیا آمده‌است.
دیرسیو (بازیکن فوتبال) در تیم‌های فوتبال کوریتیبا ،Botafogo، Fluminense، واسکو دوگاما، América و اتلتیکو مادرید سابقهٔ حضور دارد. این بازیکن همچنین در سال، ۱۹۷۳ – ۱۹۸۶ ۴۴ بار برای، تیم ملی فوتبال برزیل به میدان رفته‌است و طی این مدت ۷ گل به ثمر رسانده‌است.